# 摩根頓 (喬治亞州)
摩根敦（英語：Morgantown）是一個位於美國喬治亞州范寧縣的城市。

## 地理
摩根敦的座標為34°52′36″N 84°14′44″W / 34.87667°N 84.24556°W，而該地的平均海拔高度為544米（即1785英尺）。

## 人口
根據2010年美國人口普查的數據，摩根敦的面積為2.16平方千米，當中陸地面積為2.15平方千米，而水域面積為0.01平方千米。當地共有人口303人，而人口密度為每平方千米140.28人。